# شهرستان کوووبژگ
شهرستان کوووبژگ (به لهستانی: Powiat Kołobrzeg) یک شهرستان در لهستان است که در استان پومرانی غربی واقع شده‌است. شهرستان کوووبژگ ۷۲۵٫۸۶ کیلومتر مربع مساحت و ۷۶٬۰۸۹ نفر جمعیت دارد.